# Estação Miakinino
Miakinino (em russo:  Мякинино) é uma das estações da linha Arbatsko-Pokrovskaia (Linha 3) do Metro de Moscovo, na Rússia. Estação «Miakinino» está localizada entre as estações «Volokolamskaia» e «Strogino».